# San Pedro Pinula
San Pedro Pinula («San Pedro»: en honor a su santo patrono Simón Pedro; «Pinula»: del náhuatl, derivado de la bebida pinole) es uno de los siete municipios del departamento de Jalapa, República de Guatemala que pertenece a la Región IV o Sur Oriente (Decreto-86, Ley de Regionalización). 
Tras la Independencia de Centroamérica en 1821 fue parte del departamento de Chiquimula y cuando este fue separado en tres distritos por el gobierno del general Rafael Carrera el 25 de febrero de 1848, fue adscrito al distrito de Jalapa.  Estos distritos fueron disueltos el 9 de octubre de 1850. Finalmente, tras la Reforma Liberal de 1871, Pinula fue adscrito al departamento de Jalapa el 24 de noviembre de 1873 por el gobierno del general Justo Rufino Barrios.
Su parroquia «San Pedro Apóstol», al igual que otras veintiséis parroquias de la región, pertenece a la Diócesis de Jalapa y es atendida por sacerdotes diocesanos.

## Toponimia

### Nombre en castellano
Muchos de los nombres de los municipios y poblados de Guatemala constan de dos partes: el nombre del santo católico que se venera el día en que fueron fundados y una descripción con raíz náhuatl; esto se debe a que las tropas que invadieron la región en la década de 1520 al mando de Pedro de Alvarado estaban compuestas por soldados españoles y por indígenas tlaxcaltecas y cholultecas. Así pues, el topónimo «San Pedro Pinula» se debe al apóstol Simón Pedro, mientras que «Pinula», proviene de la  raíz náhuatl «Pinul» (español: «harina de maíz tostado») y el apócope «atl» (español: «agua»), refiriéndose a «una bebida a base de maíz tostado» o «pinol».[cita requerida]  Esto muy bien podría relacionarse con el pinole, una bebida muy conocida entre los soldados tlaxcaltecas que acompañaban a las fuerzas de Alvarado.

### Nombre en poq'omam
En lengua Poq'omam «Pinol» significa «harina o pinole» y «Ha» o «Ja» significa «agua» o «tierra»; la combinación de estas raíces expresan «agua de pinole» o «tierra de pinole».[cita requerida]
Otra versión etimológica es que Pinula provendría de «Pino», debido a que la zona fue muy rica de árboles de esta especie.[cita requerida]

## Demografía
El último censo de población de 2018 indica que el municipio contaba con 72 663 habitantes, de las cuales 86 % son del área rural y 14 % del área urbana. Su población es de 57 428 habitantes. De acuerdo con el Instituto Nacional de Estadística, la población proyectada para el año 2,022 será de 78,244 habitantes.

## División política
Cuenta con cuatro barrios: San Pedro, San Pablo, San José y Candelaria. La división político administrativa es de cuarenta y siete aldeas, treinta y ocho caseríos, veintitrés fincas, cuatro parajes, por Acuerdo Municipal número 09–2010, del 1 de marzo de 2010.

## Geografía física
Su extensión territorial es de aproximadamente 376 kilómetros cuadrados y la cabecera municipal de 59 kilómetros cuadrados. El punto geodésico se encuentra en el centro de la plaza municipal a una altitud de 1,097.08 metros sobre el nivel del mar; a una latitud de 14º39'44" y una longitud de 89º50'47". 

### Clima
Es marcado el clima templado en la meseta central y frío en la parte montañosa.

### Hidrografía
Los ríos más importantes y más grandes son el río Jalapa y el río San Pedro, los cuales abastecen la mayor parte de agua al municipio para la irrigación de cultivos y consumo de ganado. En total el sistema hidrográfico está formado por dieciocho ríos, dos riachuelos, cuarenta y dos quebradas y dos zanjones. Otros ríos principales son: Blanco, Caulote, Chaparrón, El Jute, El Molino, Del Norte, La Puerta, Grande y Trapichitos.

### Orografía
El municipio está rodeado de las montañas: La montaña, del Silencio, del Norte, La Cumbre, El Pinalón y Carrizal. Cuenta con el cerro Tobón que es el más alto, seguido de los cerros El Chucunhueso, La Botija, Las Ventanas y Picacho.

### Ubicación geográfica
Sus colindancias son:
- Norte: El Jícaro, municipio del departamento de El Progreso y San Diego, municipio del departamento de Zacapa
- Sur: San Manuel Chaparrón, municipio del departamento de  Jalapa
- Oeste: Jalapa, municipio del departamento de Jalapa
- Este: San Luis Jilotepeque, municipio del departamento de Jalapa

|               | Norte: El Jícaro San Diego |                            |
| Oeste: Jalapa |                            | Este: San Luis Jilotepeque |
|               | Sur: San Manuel Chaparrón  |                            |

A la cabecera municipal se puede acceder por las siguientes vías: 
1. Carretera asfaltada procedente de Jalapa; de 20 kilómetros, esta es la ruta más corta y accesible;
2. Carretera parcialmente asfaltada (9 km. aproximadamdnete), procedente de San Luis Jilotepeque; tiene 21 kilómetros en total, siendo el resto de terracería;
3. Carretera procedente de Monjas, pasando por la aldea San Juan, del municipio de Monjas y aldea Santo Domingo municipio de San Pedro Pinula; esta carretera no está asfaltada, y es transitable en buen tiempo únicamente. Tiene aproximadamente 18 kilómetros;
4. Carretera asfaltada procedente de San Diego; esta carretera es de aproximadamente 25 kilómetros y destaca por sus paisajes montañosos y parajes de bosques de pino.[cita requerida]

## Gobierno municipal
Los municipios se encuentran regulados en diversas leyes de la República, que establecen su forma de organización, lo relativo a la conformación de sus órganos administrativos y los tributos destinados para los mismos.  Aunque se trata de entidades autónomas, se encuentran sujetas a la legislación nacional. Las principales leyes que rigen a los municipios en Guatemala desde 1985 son:
| N.º | Ley                                                | Descripción |
| --- | -------------------------------------------------- | --- |
| 1   | Constitución Política de la República de Guatemala | Tiene una regulación legal específica para los municipios en los artículos 253 al 262. |
| 2   | Ley Electoral y de Partidos Políticos              | Ley de carácter constitucional aplicable a los municipios en el tema de la conformación de sus autoridades electas. |
| 3   | Código Municipal                                   | Decreto 12-2002 del Congreso de la República de Guatemala. Tiene la categoría de ley ordinaria y contiene preceptos generales aplicables a todos los municipios, e inclusive contiene legislación referente a la creación de los municipios.             |
| 4   | Ley de Servicio Municipal                          | Decreto 1-87 del Congreso de la República de Guatemala. Regula las relaciones entra la municipalidad y los servidores públicos en materia laboral. Tiene su base constitucional en el artículo 262 de la constitución que ordena la emisión de la misma. |
| 5   | Ley General de Descentralización                   | Decreto 14-2002 del Congreso de la República de Guatemala. Regula el deber constitucional del Estado, y por ende del municipio, de promover y aplicar la descentralización y desconcentración económica y administrativa.                                |

El gobierno de los municipios de Guatemala está a cargo de un Concejo Municipal mientras que el código municipal —que tiene carácter de ley ordinaria y contiene disposiciones que se aplican a todos los municipios de Guatemala— establece que «el concejo municipal es el órgano colegiado superior de deliberación y de decisión de los asuntos municipales […] y tiene su sede en la circunscripción de la cabecera municipal». Por último, el artículo 33 del mencionado código establece que «[le] corresponde con exclusividad al concejo municipal el ejercicio del gobierno del municipio».
El concejo municipal se integra con el alcalde, los síndicos y concejales, electos directamente por sufragio universal y secreto para un período de cuatro años, pudiendo ser reelectos.
Existen también las Alcaldías Auxiliares, los Comités Comunitarios de Desarrollo (COCODE), el Comité Municipal del Desarrollo (COMUDE), las asociaciones culturales y las comisiones de trabajo. Los alcaldes auxiliares son elegidos por las comunidades de acuerdo a sus principios, valores, procedimientos y tradiciones, estos se reúnen con el alcalde municipal el primer domingo de cada mes. Los Comités Comunitarios de Desarrollo y el Consejo Municipal de Desarrollo tiene como función organizar y facilitar la participación de las comunidades priorizando necesidades y problemas.
Los alcaldes que ha habido en el municipio han sido:
- 2012-2016: Manuel Méndez[8]

## Historia
En los límites de San Luis Jilotepeque y San Pedro Pinula, existe un sitio arqueológico conocido como El Durazno. Antonio Goubaud Carrera lo visitó en 1944 y efectúo un croquis que parece ser la primera aproximación hacia su estudio. El sitio estaba lleno de siembras, maleza y árboles, pero pudo identificar varias estructuras, un campo de juego de pelota y patios empedrados en un poblado al que atribuyó influencia tolteca. «No sé quién lo haya construido, ni cuándo fue construido, ni cuáles fueron sus relaciones históricas o étnicas [confiesa Goubaud. Y prosigue]: Por su situación en posición estratégica, probablemente pertenezca a la época histórica, a la que pertenecen tantos otros sitios arqueológicos del país, construidos también en sitios estratégicos. Las pirámides gemelas tal vez den un indicio de la influencia tolteca en este sitio».
El investigador guatemalteco hacía referencia a las poblaciones guatemaltecas que hicieron contacto con los conquistadores europeos. El estadounidense Gillin también encontró otros sitios arqueológicos en las inmediaciones, con restos de astillas de obsidiana y de cerámica. “Con base en las evidencias generales, podríamos esperar que la región hubiese estado comprendida dentro del área de alta cultura guatemalteca”, concluye el antropólogo. De lo consignado por ambos investigadores y de acuerdo a posteriores estudios, las montañas y los valles de Jalapa fueron lugares de numerosos asentamientos prehispánicos y de intensas relaciones comerciales.

### Época colonial
El primer recuento de habitantes de San Pedro Pinula se remonta al año 1676, año en que se llevó a cabo el censo que dio como resultado la identificación de 256 personas; ya para 1700 el pueblo de San Pedro Pinula pertenecía al curato de Jalapa. 
Según el historiador Francisco Antonio de Fuentes y Guzmán, en 1690 la población se componía de tres mil habitantes, indígenas de habla poq'omám, de los cuales cuatrocientos eran tributarios; de dicha población, unos seiscientos pobladores vivían en las montañas y el resto en el sector urbano. En aquel entonces las casas estaban situadas alrededor del actual parque y se comunicaban entre sí por cortos y curvos callejones. Donde se encuentra actualmente el templo parroquial había una sencilla galera alrededor de la cual sepultaban a los muertos.
Durante la visita a la arquidiócesis de Guatemala que realizó el arzobispo Pedro Cortés y Larraz entre 1768 y 1770 encontró novecientas cuarenta y tres familias con un total de casi tres mil personas. En el año 1768 se construyó al poniente del templo la Casa del Ayuntamiento.
Los habitantes vivían pobremente realizando cultivos tradicionales, que eran las especies a tributar a las autoridades españolas: maíz, frijol, cacao, y mie, entre otros; aunque después se introdujeron otros productos. Las mujeres se dedicaban a la fabricación de cántaros, comales y ollas; ahora bien, como tales productos no tenían mercado y muchas familias no podían pagar sus tributos, se vieron obligados a huir del área urbana a las montañas aledañas, siendo así como se formaron las aldeas y caseríos.[cita requerida]

### Tras la Independencia de Centroamérica
Tras la Independencia de Centroamérica, la constitución del Estado de Guatemala promulgada el 11 de octubre de 1825 estableció los circuitos para la administración de justicia en el territorio del Estado;  en dicha constitución se menciona que San Pedro Pinula —entonces llamado «Pinula»— pertenecía entonces al circuito de Jalapa en el distrito N.º 4 Chiquimula junto con Jalapa, Santo Domingo, Sansaria y Jilotepeque.
Según el dato que aporta Francis Gall en el año 1830 aparece como el pueblo del departamento de Jalapa, y luego aparece como parte de la Parroquia de Xalapa, por Decreto del 27 de agosto de 1836 y para la administración de la justicia la Asamblea adscribió al municipio al circuito de Jalapa. 
En 1839 Jalapa fue incluida en la jurisdicción de Mita, pero solo nueve años después formó un distrito separado.

### Fundación del distrito de Jalapa

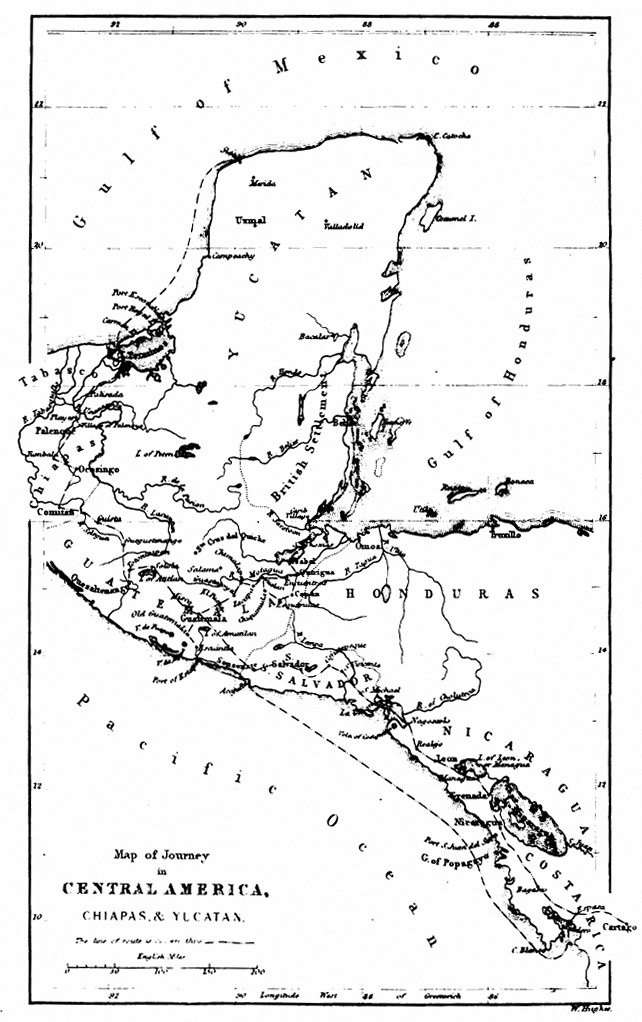
Mapa de Guatemala en 1839, elaborado por el arquitecto británico Frederick Catherwood, quien visitó Guatemala en compañía del explorador estadounidense John Lloyd Stephens en comisión del presidente de los Estados Unidos, Martin Van Buren.

La República de Guatemala fue fundada por el gobierno del presidente capitán general Rafael Carrera el 21 de marzo de 1847 para que el hasta entonces Estado de Guatemala pudiera realizar intercambios comerciales libremente con naciones extranjeras. El 25 de febrero de 1848 la región de Mita fue segregada del departamento de Chiquimula, convertida en departamento y dividida en tres distritos: Jutiapa, Santa Rosa y Jalapa.  Específicamente, el distrito de Jalapa incluyó Jalapa como cabecera, Sanarate, Sansaria, San Pedro Pinula, Santo Domingo, Agua Blanca, El Espinal, Alzatate y Jutiapilla, quedando separado del distrito de Jutiapa por el río que salía del Ingenio hasta la laguna de Atescatempa.
Debido a que para formar los distritos de Jalapa y Jutiapa se tomaron algunos pueblos de Chiquimula y Escuintla, al suprimirse dichos distritos por el decreto del Gobierno del 9 de octubre de 1850, volvieron a los departamentos de donde se habían segregado, por lo que Jalapa, Santo Domingo y Pinula retornaron a su anterior condición de dependencia de Jutiapa.

### Creación del departamento de Jalapa

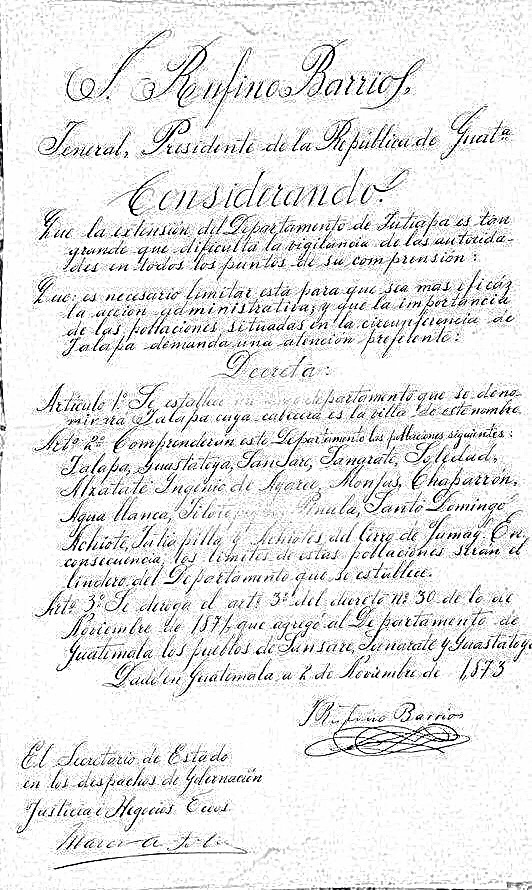
Facsímil del decreto de creación del Departamento de Jalapa en 1873.

El 24 de noviembre de 1873 se estableció el nuevo departamento de Jalapa, por Decreto número 107, siendo Presidente de la República de Guatemala el General Justo Rufino Barrios; Barrios creó el nuevo departamento debido a la gran extensión del departamento de Jutiapa, lo que dificultaba la vigilancia de las autoridades.  Pinula fue parte del nuevo departamento, junto con Jalapa, Guastatoya, Sansare, Sanarate, Soledad, Ingenio de Ayarce, Monjas, Chaparrón, Agua Blanca, Jilotepeque, Alzatate, Santo Domingo, Achiote, Jutiapilla, y Achiotes del Cerro de Jumay.
El desarrollo urbano del municipio fue bastante tardío; fue hasta 1863 y 1864 que se edificó una Casa Nacional, la construcción de este edificio fue la base para que empezaran a construir casas de techo de teja dentro de una traza ordenada alrededor de la iglesia, el portal y la Casa Nacional (el moderno Edificio Municipal). Anteriormente era un pueblo cuya única construcción la constituía una ranchería desordenada. Casi cien años más tarde la población ladina aumentó: desde el año de 1856 cuando «por disposición del Supremo Gobierno comenzaron a introducirse algunas familias de ladinos, con el pretexto de pastar sus ganados en los ejidos[…]».
La propiedad de la tierra, sobre todo la cultivable, era concentrada en pocas manos en forma de latifundios propiedad de las familias criollas. Durante la segunda mitad del siglo XX, el casco urbano de San Pedro Pinula se caracterizó por ser de viviendas de adobe, piso de barro, techo de madera y teja, el trazo de las calles es ajedrezado al estilo español y las principales eran empedradas. En sus entradas se construyeron puentes de ladrillo.
Con el paso del tiempo los habitantes del área urbana fueron en su mayoría familias de ladinos blancos quienes llegaron de municipios vecinos o regiones del oriente del país, quienes también se establecieron en las llamadas «Majadas» ( haciendas ), para dedicarse a sus labores agrícolas y ganaderas. Adicionalmente, es importante el número de familias establecidas en las aldeas Santo Domingo y El Pinalito, quienes formaron el nuevo grupo social y familiar. 
A un costado del parque adorna la plaza una pila centenaria, en cuya placa de bronce está escrito: «Manuel Estrada Cabrera y su gobierno, San Pedro Pinula 21 de noviembre de 1914». El sonido de sus chorros hace placentero un descanso bajo la sombra de la buganvilla de antaño. 
En el centro del parque se encuentra el busto a Justo Rufino Barrios, con las fechas importantes de la Revolución Liberal de 1871.
Entre los años 1976 y 1977 se construyó el edificio del Mercado Municipal con estacionamiento para buses. Esto sustituyó los días de plaza que se realizaban los días jueves y domingo, frente al templo católico.
A partir de la década de 2000[cita requerida], empiezan a construirse casas de bloque de concreto con techo de lámina o loza en el centro del pueblo y se adoquinaron la mayoría de calles, se han demolido algunas casas de antaño, perdiendo así el estilo con influencia española. En el año 2009 se instalan semáforos en algunas calles para el ordenamiento de vehículos.

## Infraestructura

### Templo católico
El templo parroquial se empezó a edificar en el año 1698 y se concluyó en el año 1735. En 1702 se plantó el arco de la entrada de la Iglesia, siendo Párroco John Joseph de Mendoza, según consta la escritura plasmada en el mismo. Manuel Urrutia citado por el historiador Gall dice que el edificio principal de San Pedro Apóstol es el templo parroquial hecho de calicanto. Su construcción es de la misma época en que fueron construidos el Santuario de Esquipulas y la Iglesia de San Luis Jilotepeque, obras dirigidas por el mismo arquitecto. Fue construido por la orden de los Mercedarios y pertenece al estilo Barroco. Francisco Antonio de Fuentes y Guzmán dice: “desde hoy se conservará esta casa de oración como los primeros pobladores erigieron este delicado y estentóreo y decorado templo por artistas artífices y con material frágil y delicada disposición de las pinturas y dibujos muy pero muy antiguos”. La imagen de San Pedro Apóstol ubicado en el altar mayor del templo, fue esculpida en Chiquimula de la Sierra por encargo de una cofradía que cubrió su costo y fue traída a la parroquia entre los años 1690 y 1700.
En los años 1859 y 1860 fue blanqueado el interior y exterior del templo y se le construyó un cimiento de calicanto que le sirvió de atrio.
En el año 1737 se colocó la cruz atrial frente a la iglesia. Es muy probable que esta cruz sea la misma que se destruyó a mediados de los años 2000, debido a que se ató una cuerda para sostener una carpa o manta para la protección del sol de las ventas colocadas a un lado y un fuerte viento hizo que cayera al suelo, partiéndose en varios pedazos. Actualmente se encuentra la base en donde se encontraba empotrada la cruz de piedra tallada.
Durante la administración presidencial del doctor Juan José Arévalo Bermejo (1945 a 1951), se colocó el reloj en el frontispicio del templo como respuesta a la petición personal al mandatario de parte del vecino Fidel López, en una visita al municipio. Desde entonces el reloj, en sintonía con la campana mayor de la iglesia dan las horas y medias horas, operación que rompe con la serenidad del pueblo. Para el terremoto de 1976 el templo sufrió varios daños en la bóveda de la nave principal y grietas en algunas paredes. Se agregaron al edificio original los anillos que sirven de amarre en dicha nave y se repararon los daños, proyecto a cargo del sacerdote Francisco Arriola Rodas, quien fue párroco durante catorce años.
En los años dos mil, se hizo una restauración del templo, eliminando varios elementos modernos (p.e. piso de granito en el interior y cemento en el atrio, pintura de colores en paredes interiores, iluminación, etc.) , para mantener su estilo colonial y blancura de paredes. Esta obra estuvo a cargo del Instituto de Antropología e Historia de Guatemala, que además lo declaró como Patrimonio Cultural de la Nación y Monumento Histórico. En los años 1968 y 1969 se construyó a al constado derecho del templo la actual Casa Parroquial, siendo habilitada por primera vez por el sacerdote Mario Mejía. La construcción es de paredes de ladrillo y techo de lámina prefabricada. En el lugar de la construcción se acostumbraba a amarrar a las mulas y caballos de carga que llegaban al pueblo durante los días de plaza o festividades. También es muy importante por su antigüedad y elementos arquitectónicos la iglesia de la aldea Santo Domingo, que fue restaurada recientemente.

## Producción
Producción Agrícola: Maíz, fríjol, arroz, maicillo, papa, caña de azúcar y café. 
Productos Lácteos: Leche, queso, crema y mantequilla.

## Economía
Su economía depende básicamente de los cultivos de maíz, frijol, maicillo y caña de azúcar así como producción lechera de ganado vacuno. Es importante la elaboración de artesanías de palma, como sombreros, bolsas y artículos que se comercializan en la región, en especial en la ciudad de Esquipulas. A lo largo del año se cosechan diversas variedades de frutas y verduras.

## Idiomas que se hablan
Se habla el español; sin embargo en los municipios de San Pedro Pinula, San Luis Jilotepeque, San Carlos Alzatate y Mataquescuintla se habló la lengua "Poqomán Oriental" y en la actualidad es hablado por algunos ancianos en el área rural, siendo así que se encuentra en vías de extinción. En relación con el traje típico, al igual que muchos de los pueblos del oriente del país y a diferencia de los de occidente, los pobladores indígenas no cuentan con un traje típico definido que los identifique; sin embargo es común que las mujeres ancianas usen cortes de tela típica de otras regiones que compran en el mercado local, adornos en la cabeza y collares con adornos de monedas. Por su parte los hombres utilizan sombrero de palma, camisa de manta, pantalón de gabardina o mezclilla y caites de cuero.

## Religión
La mayor parte de la población profesa la religión Católica, pero al igual que el resto del país, el grupo de protestantes ha llegado a ser importante que pertenecen a las distintas sectas a nivel local; siendo las representativas Iglesia del Séptimo Día, Emmanuel, Adventista del Séptimo Día, y Testigos de Jehová. Existe una cofradía católica que venera al patrón San Pedro.

## Turismo

### Balneario «Los Chorros»
A una distancia aproximada de 5 kilómetros del municipio se encuentra este balneario orgullo del departamento, que aprovecha el cauce del río Jalapa para alimentar un complejo de riachuelos artificiales, cuyas frescas y susurrantes aguas van a caer a una piscina por medio de cascadas que le cede su nombre. El 7 de mayo de 1937 Don Manuel Vicente Lemus, donó al Intendente Municipal, siendo Jefe Político Don Fidel Torres, el terreno llamado “Paseo de Los Chorros”. La fracción de terreno donada fue de 1,355 metros cuadrados. En ese mismo año se formó el comité para la construcción del puente frente al balneario, que, en su primera etapa fue de madera; este fue inaugurado el 10 de noviembre de 1940 (fecha en que celebraba su cumpleaños el presidente Jorge Ubico Castañeda) y su costo fue de Q 433.95. Luego, en 1941 se inició la construcción de columnas tipo diamante para construirlo de concreto.
El ingeniero Gerardin Mazariegos construyó el nuevo puente cuyas dimensiones son de 28 metros de largo y 6 metros de ancho. Fue inaugurado el 9 de agosto de 1941. Asimismo el 12 de noviembre de 1942 se inauguró un salón municipal y un parque infantil en el balneario Los Chorros. Estos datos se encuentran en los folios 258, 270 y 378 de los libros de actas de los años 1939 a 1942 de la municipalidad. 
El complejo se destaca por su arquitectura, donde se aprecia el color rojizo de las piedras utilizadas en su decoración, que provienen de los peñones a la ribera del río. Se conserva mucho su construcción original, tanto de piscinas, jardineras y áreas de descanso.

### Balneario «Agua Tibia»
En las afueras de la población, se encuentra este balneario denominado Agua Tibia, pues el embalse de sus piscinas son de agua caliente que baja de la montaña. Cuenta con tres piscinas y un tobogán. En diferentes administraciones municipales se han remodelado las piscinas, jardineras y servicios de este bello lugar recreativo. Se localiza al oriente de la población sobre el kilómetro 123 de la carretera que conduce a San Luis Jilotepeque.

### Volcán o cerro Tobón
Se encuentra al norte del municipio (14° 47' 39" latitud norte y 89° 54' 32" longitud oeste ) en la parte más alta de la montaña llamada El Silencio. Tiene una altura de 2,087 metros SNM y cuenta con una cueva llamada “La cueva del Diablo”. El bioma predominante es selva subtropical húmeda y es una zona de veda definitiva de 1,116 hectáreas. Está retirado de zonas urbanas y puntos de interés turístico, los caminos de accesos están en mal estado y como consecuencia el volcán es muy poco visitado en comparación con otros volcanes de la región, a excepción de los grupos de andinistas. El Diccionario Geográfico no lo incluye en sus listas de volcanes, pero sí lo toma como un cerro. Para ascender a su cumbre se toma la carretera no asfaltada que conduce al volcán Jumay (2,176 metros), luego se pasa por la aldea El Mojón hasta llegar a Potrero Carrillo en donde se inicia el ascenso.

### Bosque «El Pinalón»
El bosque municipal «El Pinalón», en la aldea del mismo nombre, se localiza a una distancia de 14 kilómetros aproximadamente del área urbana de San Pedro Pinula. Es considerado uno de los más importantes del suroriente del país. Destaca por la especie forestal de Pinus oocarpa (pino de ocote), terreno montañoso y bellos paisajes. El esfuerzo comunitario intenta ponerlo a salvo de la tala inmoderada, los incendios forestales y la plaga del gorgojo del pino, factores que han provocado el deterioro acelerado del bosque.
Durante las décadas de 1960 y 1970, las administraciones municipales autorizaron la explotación de la madera a un aserradero privado de la cabecera departamental, esto aunado a la explotación ilegal ocasionaron un gran impacto ambiental negativo al ecosistema. Según la Comisión Nacional del Medio Ambiente (CONAMA) entre los años 1977 y 1992 las áreas boscosas del oriente del país fueron las más devastadas, y llegaron a perder hasta el 75 por ciento de sus bosques. 
Muchas instituciones gubernamentales y no gubernamentales intentaron sin éxito impedir la sobreexplotación de la madera. Sin embargo, debido al régimen de la tenencia de la tierra (privada) y la escasa participación comunitaria todos los esfuerzos han sido en vano. Ante la necesidad de estar organizados y manejar adecuadamente el recurso forestal, los vecinos de once comunidades del municipio, han conformado la Cooperativa El Bosque impulsado por el Instituto Nacional de Bosques INAB. Las comunidades que se unieron para dar inicio a la reforestación son: La Montañita, El Durazno, La Campana, Límite las Flores, Los Uriles, El Carrizalito, La Ceibita, Buena Vista, Aldea Nueva, El Guayabito y Santa Inés.
Pese a que El Pinalón es considerado un área protegida, otra amenaza es que se ha permitido que grupos familiares se instalen en el lugar y utilicen los recursos sin moderación y sin conocimiento de las leyes de protección el entorno ecológico. Vale la pena tomar un paseo por este bosque y disfrutar de un momento de tranquilidad y armonía con la naturaleza.

### Educación
En el municipio funcionan tres escuelas oficiales: Escuela para Varones «Juan Ramón Menéndez». El 28 de febrero de 1960 se inauguró el edificio de la nueva Escuela Nacional Urbana de Niñas. A partir de los años 1970, inició a funcionar la Escuela de Párvulos, anexa a la escuela de niñas.
En el año 1973, se fundó el Instituto de Educación Básica por Cooperativa «Arnaldo Gómez Sandoval». 
El municipio cuenta con dos hijos predilectos: Evangelina Villeda y Wenceslao Cerna.

## Costumbres y tradiciones
Sobre las comidas típicas destacan los productos lácteos como el queso fresco, queso seco, requesón, mantequilla. Son muy deliciosas la elaboración de pan como las quesadillas, tortas, marquesote, chiquiadores, bizcotelas, pan de suelo. Se acostumbran los tamales, los tamales de elote, chumpe relleno, curtido, caldo de res y pollo en crema. En las fiestas de la cofradía se acostumbre tomar el atol shuco.
Es muy típica la música de marimba en las fiestas y celebraciones familiares, principalmente en las aldeas y conjuntos de cuerdas.
Para la celebración del 15 de septiembre, fecha de la independencia de Centroamérica, se realiza la izada del pabellón nacional el 14 de septiembre y arreada el 15 de septiembre a las seis de la tarde, en las cuales se entona el himno nacional interpretado por estudiantes y vecinos, acompañado de cohetes y el toque de campanas de la iglesia. Se desarrolla el desfile cívico escolar, coreografías, carrozas y representantes de belleza. Asimismo, la velada cultural con poesía, música, comedias y bailes, encuentros deportivos de fútbol y básquetbol y el recorrido de antorchas que se llevan de la Ciudad de Guatemala o de la población de Santa Ana, El Salvador a cargo de estudiantes de la localidad y vecinos participantes.

### Feria titular
Por acuerdo gubernativo del 20 de julio de 1881, se celebra la feria titular el 2 de febrero en honor a la Virgen de Candelaria, realizándose actividades religiosas, culturales, recreativas y deportivas durante los días del 31 de enero al 5 de febrero, dependiendo los días de la semana. Cuenta la tradición que esta feria se implementó en temporada seca para no tener efectos de las lluvias.
Sin embargo la fiesta patronal se celebra el 29 de junio, festividad de San Pedro y San Pablo apóstoles, siendo netamente religiosa. Antiguamente, para esta celebración se colgaban gallos a lo largo de una cuerda y jinetes a caballo corrían para arrancarles la cabeza, pero a mediados del siglo XX se eliminó esta tradición, ya que la iglesia la consideró muy sangrienta y no acorde al espíritu de la festividad.
A partir de finales de los años 1960, el día 18 de octubre, se celebra la Fiesta del Ganadero, en honor al evangelista San Lucas. Se debió a una iniciativa del sacerdote salvadoreño Padre Solórzano, cura párroco de ese entonces. Se realizan exposiciones de ganado, jaripeo, desfile hípico, presentaciones artísticas, fiestas y elección de la Reina del Ganadero.